# Butuceni
Butuceni es una aldea dentro de la comuna de Trebujeni en el distrito de Orhei, República de Moldavia. La ciudad está situada a orillas del río Răut.

## Galería de imágenes

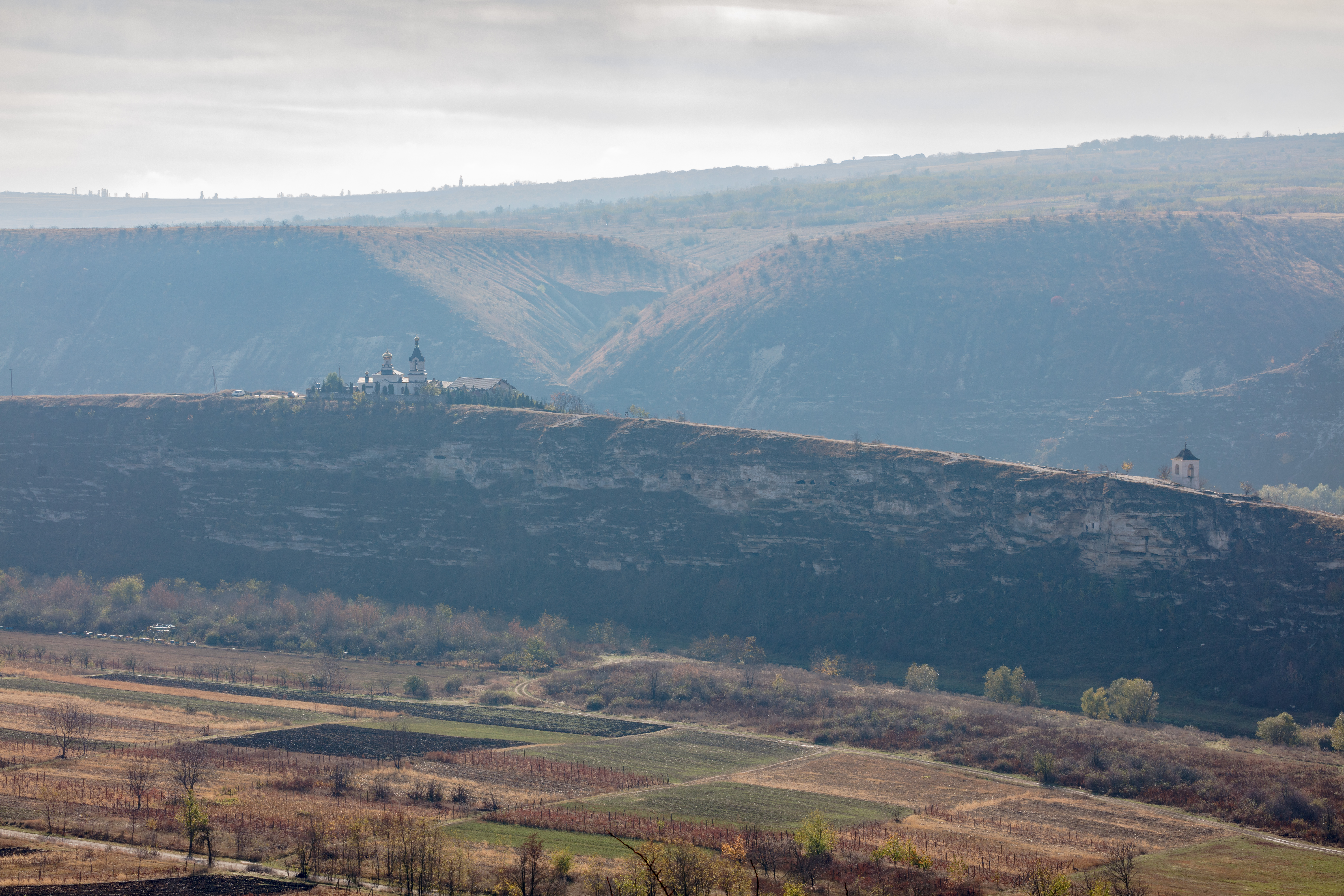
Iglesia de la Natividad de la Virgen María.
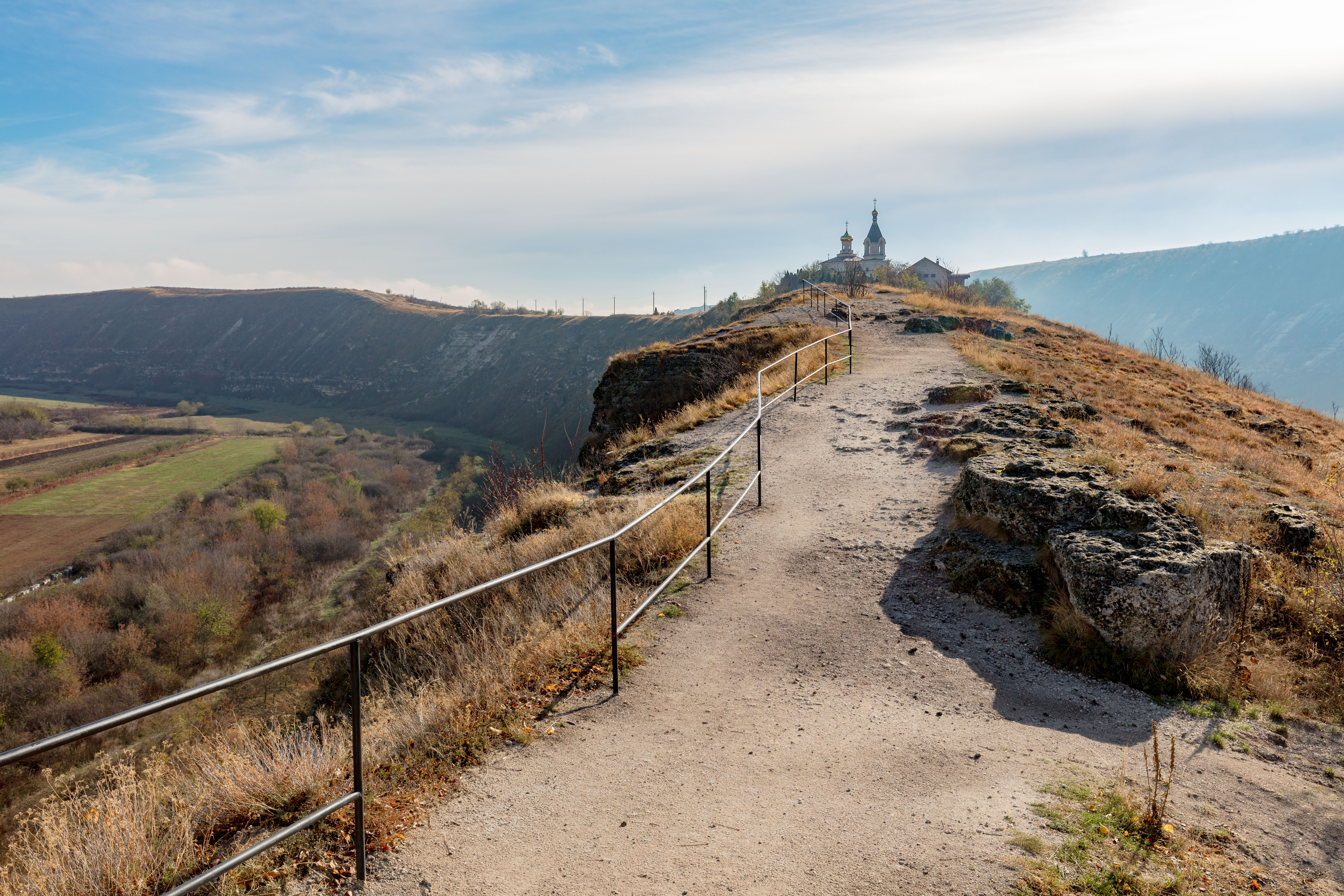
Camino a la iglesia.
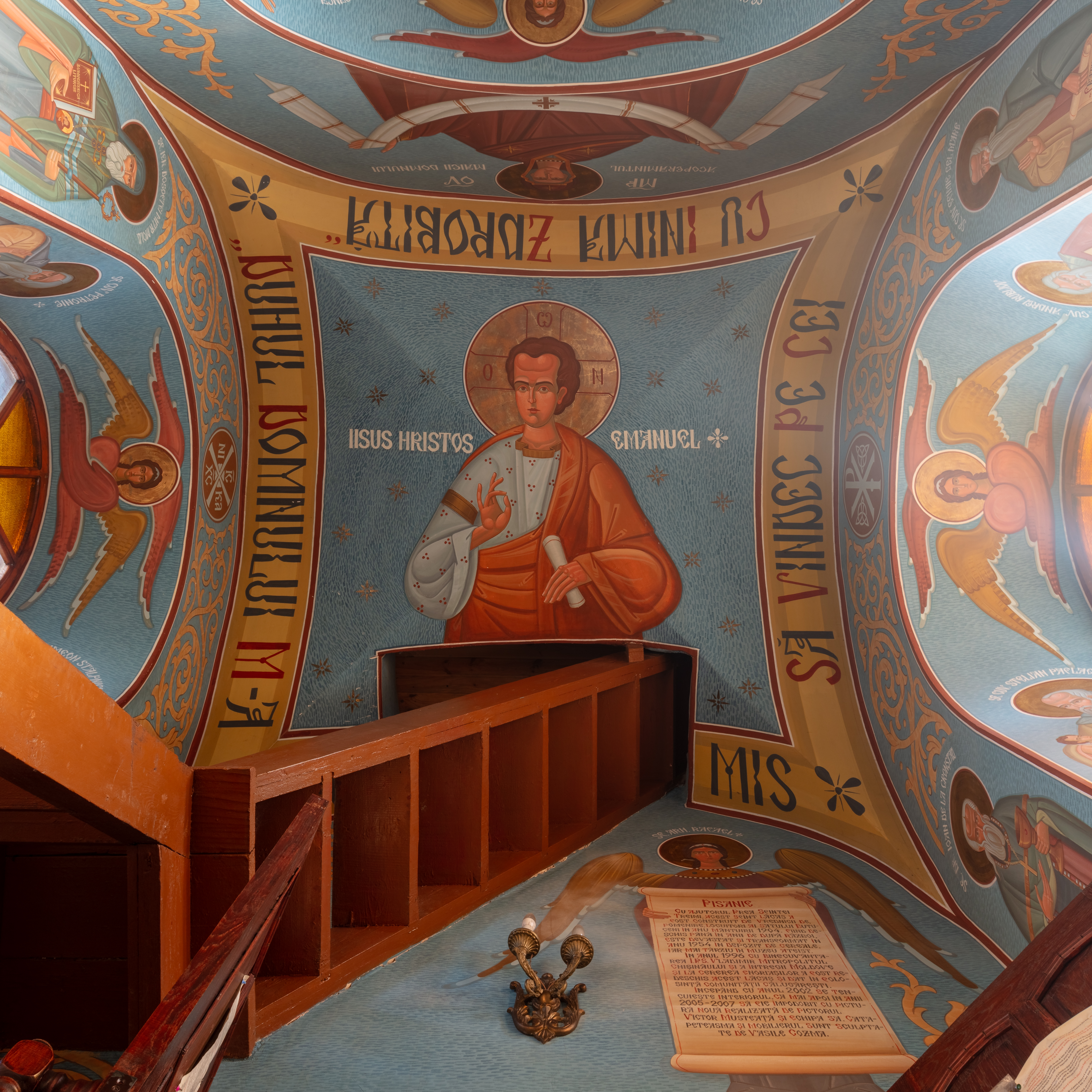
Techo de la iglesia.
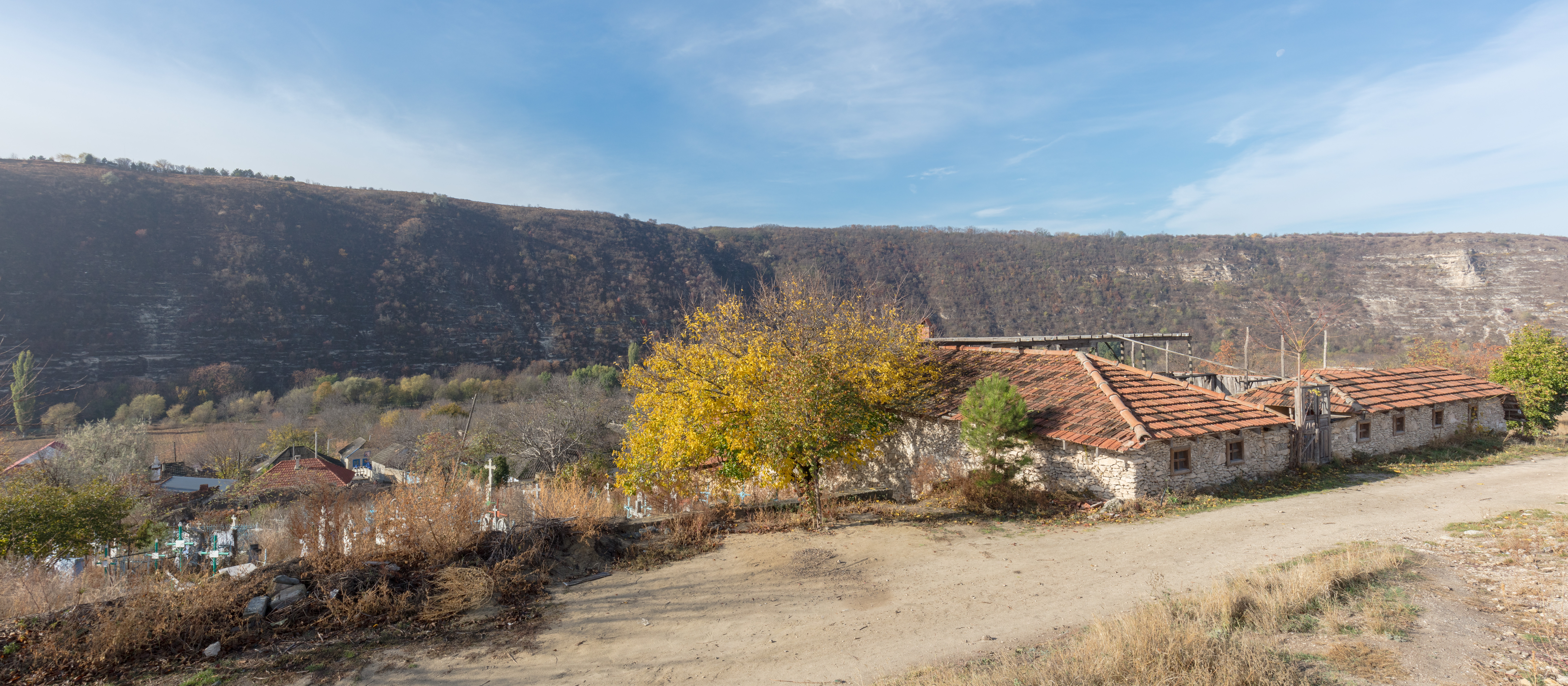
Cementerio.
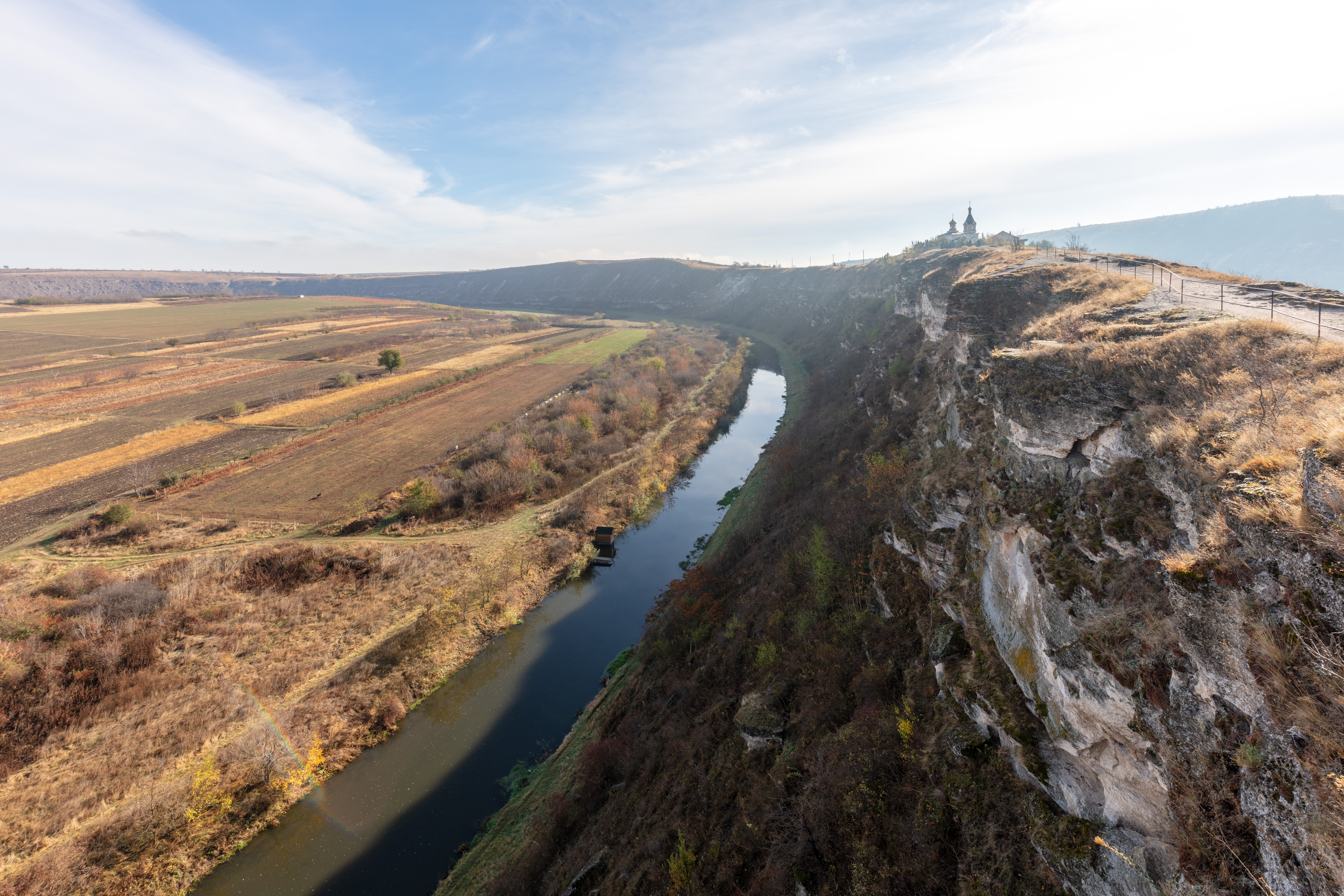
Río Răut.